# ریوتا ناکامورا
ریوتا ناکامورا (انگلیسی: Ryota Nakamura؛ زادهٔ ۲۸ ژانویهٔ ۱۹۹۱) بازیکن فوتبال اهل ژاپن است.